# 貝澤幸男
貝澤幸男（日语：／ Kaizawa Yukio，1960年7月7日—），日本男性動畫演出家、動畫導演。出身於長野縣。東京設計師學院畢業。
曾參與東映動畫製作的多部動畫。代表作有《聖魔大戰》系列、《靈異教師神眉》。最近的作品有《貧窮姊妹物語》及《鬼太郎 (第5作)》、《KiraKira☆光之美少女 A La Mode》。初期以貝沢 幸男在工作人員表上表示。

## 參加作品

### 電視動畫
1983年
- 騎士愛我（日语：愛してナイト）（—1984年，製作進行→演出）

1984年
- 高帽子的梅莫兒（—1985年，演出）

1985年
- 俏皮小百寶（—1986年，演出）

1986年
- 楓葉鎮物語（—1987年，演出）

1987年
- 新楓葉鎮物語 棕櫚鎮篇（演出）
- 聖魔大戰（—1989年，系列導演）

1989年
- 新仙魔大戰（—1990年，系列導演）

1990年
- 神通小精靈（—1992年，演出）

1992年
- 超仙魔大戰（—1993年，系列導演）

1993年
- 足球風雲（—1994年，演出）

1994年
- 真拳傳說（日语：真拳伝説タイトロード）（系列導演）

1995年
- 空想科學世界（演出）

1996年
- 鬼太郎 (第4作)（—1998年，演出）
- 靈異教師神眉 (1996年版)（—1997年，系列導演）

1997年
- （系列導演）
- （—1998年，系列導演）

1998年
- 不可思議魔法藥店（日语：ふしぎ魔法ファンファンファーマシィー）（—1999年，系列導演）
- 守護月天！（—1999年，系列導演）

1999年
- ONE PIECE（1999年—，演出）
- 神風怪盜貞德（—2000年，演出）

2001年
- 數碼寶貝03馴獸師之王（—2002年，系列導演）

2002年
- 數碼寶貝04無限地帶（—2003年，系列導演）

2003年
- 魔法少年賈修（—2006年，系列導演[注 2]）

2006年
- 熱拳本色1 ～日美決戰篇～（系列導演）
- 貧窮姊妹物語（系列導演）

2007年
- 鬼太郎 (第5作)（—2009年，系列導演）

2009年
- 瑪麗與伽利（日语：マリー&ガリー）（演出）
- 空中鞦韆（分鏡、演出）

2010年
- 熱拳本色1 ～影道篇～（系列導演）
- 數碼寶貝合體戰爭（—2011年，演出）

2011年
- 數碼寶貝合體戰爭 ～邪惡的死亡指揮官與七個王國～（演出）
- 數碼寶貝合體戰爭 ～穿越時空的少年獵人們～（—2012年，系列導演）

2012年
- 聖鬥士星矢Ω（—2014年，演出）

2013年
- 京騷戲畫（分鏡、演出）

2014年
- 暴坊力士!! 松太郎（日语：のたり松太郎）（系列導演）

2015年
- 七龍珠超（—2016年，分鏡）
- ONE PIECE ～迷霧島大冒險～（分鏡）

2017年
- KiraKira☆光之美少女 A La Mode（—2018年，系列導演[注 3]、分鏡、演出）

2018年
- 屁屁偵探（分鏡、演出）

2020年
- 數碼寶貝大冒險：（分鏡、演出）

2021年
- Tropical-Rouge！光之美少女（分鏡）

2022年
- Delicious Party ♡ 光之美少女（分鏡）

2023年
- 逃走中 THE GREAT MISSION（2023年—，系列導演[注 3]）

### 電影動畫
1986年
- 劇場版 楓葉鎮物語（日语：メイプルタウン物語 (1986年の映画)）（導演）

1992年
- 神通小精靈：喜歡，喜歡，我喜歡章魚燒！（日语：まじかる☆タルるートくん すき・すき タコ焼きっ!）（導演）

1993年
- 怪博士與機器娃娃：嗯加！企鵝村的早晨（日语：Dr.スランプ アラレちゃん んちゃ!ペンギン村はハレのち晴れ）（導演）

1997年
- 劇場版 靈異教師神眉：午夜0點，神眉必死！（導演）

2004年
- ONE PIECE：目標！海賊棒球王（導演）

2009年
- 蒸氣機車也衛門（日语：きかんしゃ やえもん#3D映画）（導演）

2015年
- 劇場版 Go！Princess 光之美少女：Go！Go!! 豪華三部曲!!! 花神天使與惡作劇魔鏡（日语：映画 Go!プリンセスプリキュア Go!Go!!豪華3本立て!!!）（導演）

2019年
- 劇場版 光之美少女 Miracle Universe（導演[2]）

2022年
- 電影 Delicious Party ♡ 光之美少女：夢想的♡兒童套餐！（分鏡）

### OVA
1991年
- 高校太保 海賊版（日语：ビー・バップ海賊版）（—1993年，導演）

1996年
- 冷面天使（導演）

1999年
- 靈異教師神眉 史上最大激戰！絕鬼來襲!!（導演）

2000年
- 傳心 守護月天！（—2001年，導演[注 4]、監修[注 5]）

### 網路動畫
2015年
- 美少女戰士Crystal（分鏡、演出）

### 其它
1983年
- 世界名作童話 漫畫系列（日语：世界名作童話 まんがシリーズ）（演出[3]）
  - 綠野仙蹤

1993年
- 音速小子CD（OP&ED演出）

1996年
- 我的心中銀河鐵道 宮澤賢治物語（日语：わが心の銀河鉄道 宮沢賢治物語）（作內合成動畫演出）

## 腳註

## 相關項目
- 東映動畫
- 島田滿
- 佐藤順一